# Zelotes daidalus
Zelotes daidalus är en spindelart som beskrevs av Maria Chatzaki 2003. Zelotes daidalus ingår i släktet Zelotes och familjen plattbuksspindlar. Inga underarter finns listade i Catalogue of Life.